# Эредиа, Хосе Мария
Хосе́ Мари́я Эре́диа-и-Эре́диа (исп. José María Heredia-y-Heredia; 31 декабря 1803, Сантьяго-де-Куба — 7 мая 1839, Толука-де-Лердо, Мексика) — кубинский поэт и общественный деятель, один из зачинателей романтизма в литературе Латинской Америки.
Детство провёл большей частью на острове Санто-Доминго и в Каракасе, где служил его отец. В 1818 году, вернувшись на Кубу, начал изучать право в Гаванском университете и продолжил образование в Мехико. После гибели отца, убитого в 1820 году, Эредиа снова отправился на Кубу и через два года после завершения образования получил место адвоката в Матансасе. К этому времени он начал сотрудничать с различными газетами, которые печатали его стихотворения и статьи. В 1823 году Эредиа, уже подготовив к печати сборник стихотворений, принял участие в заговоре общества «Солнце и лучи Боливара», ставившего целью создание независимого кубинского государства, и был вынужден срочно покинуть родину и перебраться в Соединённые Штаты. В Нью-Йорке вышла первая книга его стихов (1825).
В 1825 году Эредиа предпринял второе путешествие в Мексику, ставшую его второй родиной. Там он занимал разнообразные судебные и административные должности, преподавал в университете, издавал журналы. В 1832 году в Толуке был опубликован второй сборник его стихов. После 11 лет изгнания, в 1836 году, Эредиа публично отрёкся от борьбы за независимость Кубы и получил разрешение вернуться на остров, где провёл четыре месяца. Тяжело разочарованный в прежних идеалах и страдающий от подхваченного в США туберкулёза поэт снова отправился в Мексику, где бывший президент Гуадалупе Виктория предоставил ему убежище. Умер после долгой болезни в Толуке.
Эредиа считается основоположником кубинского романтизма. Характерная черта его стихов — обращение разочарованного в людях лирического героя к природе, изображённой как могучая и беспредельная сила (стихотворения «Ода Ниагаре», «Океану»), патриотический и гражданский пафос («Звезда Кубы», «Свобода Кубы», «Гимн изгнанника»). Эредиа одним из первых художественно осмысляет своеобразие истории и культуры возникающих латиноамериканских наций (эпико-философская поэма «На теокалли в Чолуле», 1820).